# Sieć Badawcza Łukasiewicz – Instytut Elektrotechniki

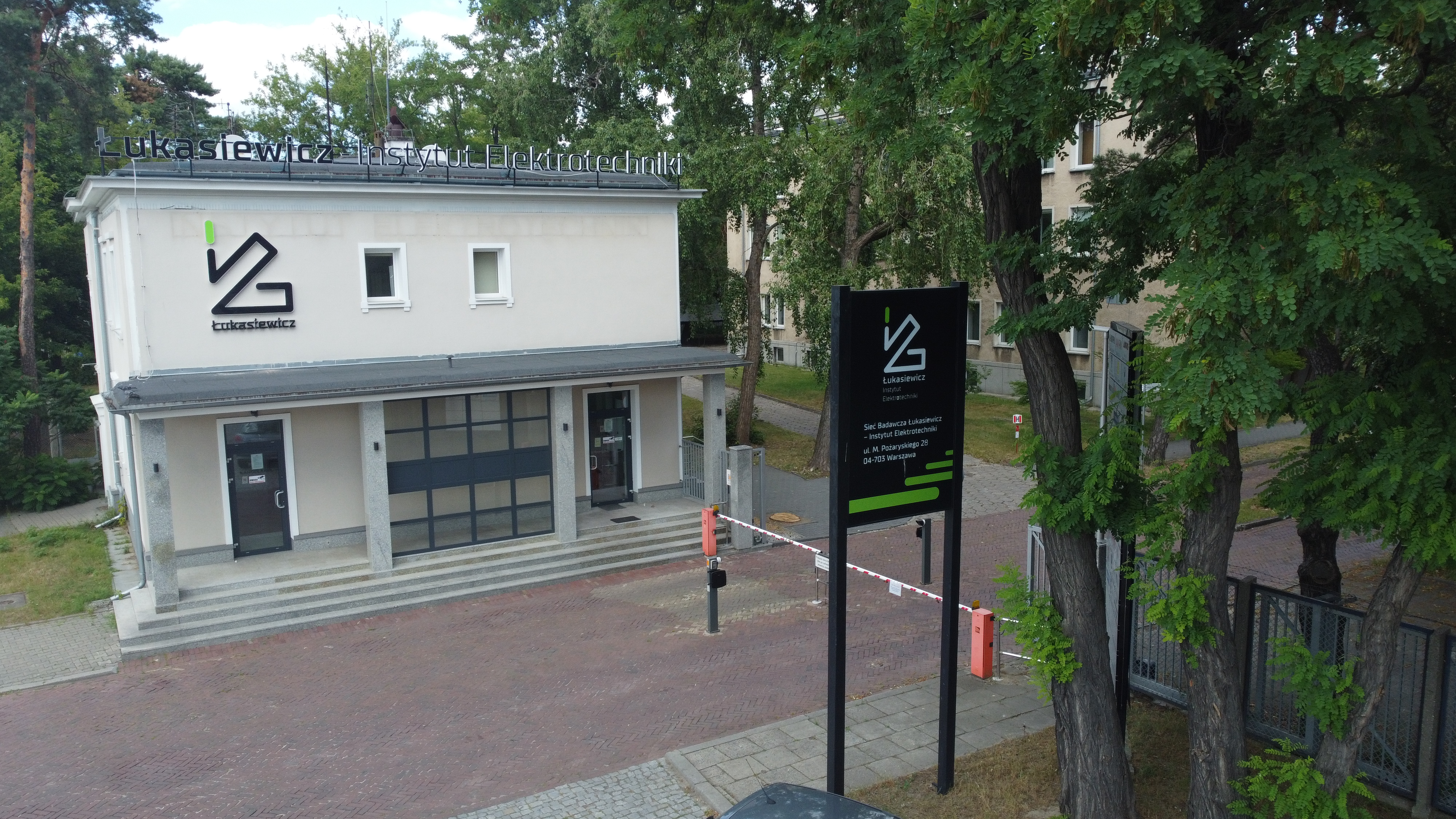
Budynek nr 1, Wjazd do Instytutu

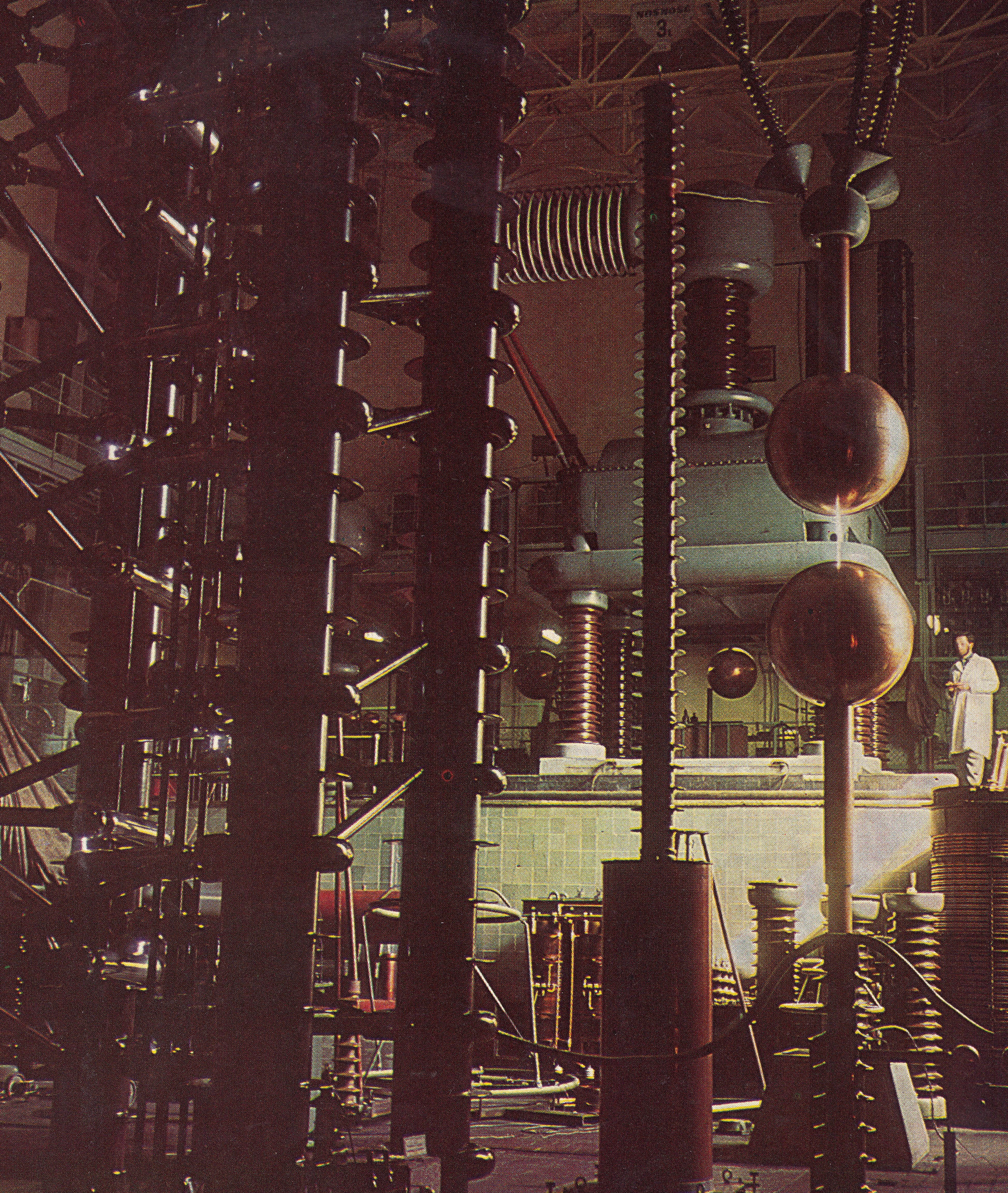
Jedna z hal Instytutu, lata 70. XX wieku

Sieć Badawcza Łukasiewicz – Instytut Elektrotechniki – instytut badawczy prowadzący prace badawczo-rozwojowe, produkcję jednostkową i małoseryjną, produkcję doświadczalną, certyfikację wyrobów oraz prace wydawnicze i normalizacyjne w obszarze elektrotechniki. Znajduje się w Międzylesiu, w warszawskiej dzielnicy Wawer.

## Historia
Idea powstania placówki, sięgająca lat II Rzeczypospolitej, zaczęła się konkretyzować po obradach IX Walnego Zgromadzenia Stowarzyszenie Elektryków Polskich w 1937 roku. Wtedy postawiono postulat utworzenia instytucji mającej na celu prowadzenie badań naukowych i naukowo-technicznych z zakresu elektrotechniki prądów silnych, na wzór wielkich instytutów narodowych innych krajów.
Wojna zahamowała proces powstawania Instytutu, ale już w lutym 1945 roku powołano do życia Państwowy Instytut Wysokich Napięć (PIWN), który miał swoją siedzibę w Politechnice Warszawskiej. Jego dyrektorem został prof. dr hab. inż. Janusz Lech Jakubowski, a jego głównymi współpracownikami byli przedwojenni inżynierowie Henryk Ryżko, Wacław Lidmanowski i Władysław Lech.
We wrześniu 1946 roku PIWN został przekształcony w Państwowy Instytut Elektrotechniki. Pierwszym zakładem instytutu był Zakład Wysokich Napięć. Otwarcie pierwszego w Polsce laboratorium wysokonapięciowego (w gmachu Politechniki) nastąpiło już w 1947 roku i służyło Zakładowi jeszcze przez 25 lat.
W 1948 roku Państwowy Instytut Elektrotechniczny został przekształcony w Główny Instytut Elektrotechniki (GIEL), który z kolei 1 listopada 1951 przekształcił się kolejny raz i przyjął obecną nazwę Instytut Elektrotechniki. Jednocześnie rozpoczęto budowę obiektów Instytutu w Warszawie-Międzylesiu.
Instytut Elektrotechniki był wydawcą czasopisma Nowa Elektrotechnika, gdzie opisywane były rozwiązania konstrukcyjne, procesy technologiczne, najnowsze badania, nowoczesne materiały oraz projekty.
Instytut Elektrotechniki z dniem 1 kwietnia 2019 r., na mocy ustawy z dnia 21 lutego 2019 r. o Sieci Badawczej Łukasiewicz (Dz.U. z 2024 r. poz. 925), stał się instytutem Sieci Badawczej Łukasiewicz.

## Opis
Łukasiewicz - Instytut Elektrotechniki jest wiodącą w kraju placówką naukowo-badawczą zajmującą się problematyką w dziedzinie elektrotechniki.

## Struktura
Centra Badawcze
- Przetwarzanie i Magazynowanie Energii
- Elektromobilność i Inteligentny Transport
- Technologie Wodorowe
- Materiały Elektrotechniczne
- Aparatura i Urządzenia Elektryczne

Departament Doświadczalno-Produkcyjny w Międzylesiu k. Kłodzka